# Centrum Językowe Politechniki Łódzkiej
Centrum Językowe Politechniki Łódzkiej (CJ PŁ) – jednostka pozawydziałowa Politechniki Łódzkiej.

## Historia Centrum
Zostało założone w 1951, pod nazwą Studium Praktycznej Nauki Języków Obcych PŁ. Następnie jednostka zmieniła nazwę na Studium Języków Obcych PŁ. Zgodnie z Zarządzeniem Rektora PŁ, kolejna zmiana nazwy nastąpiła 1 stycznia 2013 – na Centrum Językowe Politechniki Łódzkiej.
Od 2005 roku CJ PŁ mieści się w budynku dawnej fabryki przy alei Politechniki 12 w Łodzi. Budynek CJ PŁ został zmodernizowany i wyposażony w ramach projektu finansowanego ze środków Europejskiego Funduszu Rozwoju Regionalnego w ramach ZPORR (marzec 2004 – styczeń 2006). W Centrum znajduje się 28 sal dydaktycznych i sala konferencyjna. Kadra nauczycielska i studenci mogą korzystać ze znajdującej się na miejscu biblioteki CJ PŁ.
W budynku CJ PŁ ma swoją siedzibę Uniwersytet Trzeciego Wieku PŁ.
Obecnie (dane z 2013 roku), CJ PŁ zatrudnia 72 nauczycieli akademickich (lektorów, wykładowców i starszych wykładowców) oraz 15 pracowników administracyjno-technicznych i gospodarczych.
Oferta CJ PŁ obejmuje 6 języków obcych: angielski, niemiecki, rosyjski, włoski, francuski, hiszpański, a także kursy języka polskiego prowadzone dla obcokrajowców. W 2013 w zajęciach uczestniczyło 6273 studentów: 5658 studentów studiów stacjonarnych i 1189 studentów studiów niestacjonarnych, w tym 68 uczęszczających na studia wieczorowe. 89% lektoratów stanowiły zajęcia z języka angielskiego.
CJ PŁ prowadzi zajęcia dla studentów studiów I, II i III stopnia w ramach lektoratów kursowych, uczestników programów Socrates-Erasmus i IAESTE, uczniów Liceum Ogólnokształcącego Politechniki Łódzkiej, słuchaczy Uniwersytetu Trzeciego Wieku PŁ, uczestników wymiany studenckiej z chińską uczelnią Cangzhou Vocational College of Technology oraz obcokrajowców ubiegających się o przyjęcie na polskojęzyczne studia na Politechnice Łódzkiej (letni kurs języka polskiego). CJ PŁ bierze udział w projekcie Urzędu Miasta Łodzi (UMŁ) „Młodzi w Łodzi – Językowzięci” (od 24.09.2012), w ramach którego w CJ PŁ prowadzone są kursy języków: fińskiego, duńskiego i szwedzkiego. Nauczyciele akademiccy zatrudnieni w CJ PŁ prowadzą zajęcia z języków obcych w Centrum Kształcenia Międzynarodowego PŁ (ang. International Faculty of Engineering – IFE). CJ PŁ pełni również funkcję centrum egzaminacyjnego międzynarodowych egzaminów TELC, LCCI i BULATS.
CJ PŁ współpracuje z Biurem ds. Osób Niepełnosprawnych (BON) Politechniki Łódzkiej, organizacją studencką BEST Łódź i wydawnictwem The Teacher.

### Wydarzenia
- Organizacja 22 Międzynarodowej Konferencji Nauczycieli Języka Angielskiego IATEFL Polska (27-29 września 2013), w której wzięło udział 780 uczestników[3].
- Organizacja i koordynowanie pierwszej „Wizyty Studyjnej” w Politechnice Łódzkiej (5-9 czerwca 2013). Udział wzięło 13 przedstawicieli kadry zarządzającej z uczelni partnerskich PŁ. Celem wizyty było propagowanie internacjonalizacji uczelni.

## Władze (kadencja 2015–2019)
- Dyrektor Centrum Językowego Politechniki Łódzkiej – dr Magdalena Nowacka
- Zastępca Dyrektora do Spraw Dydaktycznych – mgr Adrianna Kozłowska
- Zastępca Dyrektora do Spraw Administracyjnych – mgr Anna Badura

## Członkostwo
- SERMO (Stowarzyszenie Akademickich Ośrodków Nauczania Języków Obcych)